# Municipio de Malcom
El municipio de Malcom (en inglés: Malcom Township) es un municipio ubicado en el condado de Poweshiek en el estado estadounidense de Iowa. En el año 2010 tenía una población de 580 habitantes y una densidad poblacional de 6,13 personas por km².

## Geografía
El municipio de Malcom se encuentra ubicado en las coordenadas 41°44′19″N 92°36′1″O / 41.73861, -92.60028. Según la Oficina del Censo de los Estados Unidos, el municipio tiene una superficie total de 94.68 km², de la cual 94,63 km² corresponden a tierra firme y (0,05 %) 0,05 km² es agua.

## Demografía
Según el censo de 2010, había 580 personas residiendo en el municipio de Malcom. La densidad de población era de 6,13 hab./km². De los 580 habitantes, el municipio de Malcom estaba compuesto por el 98,28 % blancos, el 0,17 % eran afroamericanos, el 0,17 % eran amerindios, el 0,34 % eran asiáticos, el 0,17 % eran de otras razas y el 0,86 % eran de una mezcla de razas. Del total de la población el 2,41 % eran hispanos o latinos de cualquier raza.